# James Young
James Young (13 de julho de 1811 — 13 de maio de 1883) foi um químico escocês, conhecido por ter produzido o petróleo refinado. Em 1873, James foi eleito membro da Royal Society. Foi vice-presidente da Chemical Society [en] de 1879 até 1881.